# Liste der Biografien/Mers
Liste der Biografien |
Portal Biografien |
Personensuche
# |
A |
B |
C |
D |
E |
F |
G |
H |
I |
J |
K |
L |
M |
N |
O |
P |
Q |
R |
S |
T |
U |
V |
W |
X |
Y |
Z |
?
 
Ma |
Mb |
Mc |
Md |
Me |
Mf |
Mg |
Mh |
Mi |
Mj |
Mk |
Ml |
Mm |
Mn |
Mo |
Mp |
Mq |
Mr |
Ms |
Mt |
Mu |
Mv |
Mw |
Mx |
My |
Mz
 
Mea–Mee |
Mef |
Meg |
Meh |
Mei |
Mej |
Mek |
Mel |
Mem |
Men |
Meo |
Mep |
Mer |
Mes |
Met |
Meu |
Mev |
Mew |
Mex |
Mey |
Mez
 
Mera |
Merb |
Merc |
Merd |
Mere |
Merf |
Merg |
Merh |
Meri |
Merj |
Merk |
Merl |
Merm |
Mern |
Mero |
Merr |
Mers |
Mert |
Meru |
Merv |
Merw |
Merx |
Mery |
Merz
Die Liste der Biografien führt alle Personen auf, die in der deutschsprachigen Wikipedia einen Artikel haben. Dieses ist eine Teilliste mit 64 Einträgen von Personen, deren Namen mit den Buchstaben „Mers“ beginnt.

## Mers

### Mersa
- Mersa, Josef (1871–1914), österreichischer Bildhauer
- Mersal, Hatem (* 1975), ägyptischer Weitspringer
- Mersal, Sayed (1937–2022), ägyptischer Boxer

### Mersb
- Mersbergen, Jan van (* 1971), niederländischer Schriftsteller und Redakteur

### Mersc
- Mersch, Arsène (1913–1980), luxemburgischer Radsportler
- Mersch, Dieter (* 1951), deutscher Philosoph
- Mersch, Josy (1912–2004), luxemburgischer Radrennfahrer
- Mersch, Lea (* 1987), deutsche Basketballnationalspielerin
- Mersch, Sascha (* 1973), deutscher Pianist, Sänger und Komponist
- Mersch, Yves (* 1949), luxemburgischer Jurist und Bankmanager
- Merschbacher, Adam (* 1953), deutscher Fachbuchautor für Brandschutz und Sicherheitstechnik
- Merschel, Roland (* 1938), französischer Fußballspieler, Fußballtrainer
- Merscher, Kristin (* 1961), deutsche Pianistin und Hochschullehrerin
- Merschmeier, Michael (* 1953), deutscher Theaterkritiker und Autor
- Merschojewa, Rita, russische Schauspielerin

### Merse
- Merseburg, Lars (* 1975), deutscher Schwimmer
- Merseburger, Carl Wilhelm (1816–1885), deutscher Musikwissenschaftler, Musikschriftsteller und Musikverleger
- Merseburger, Karl Erich (1890–1968), deutscher Künstler
- Merseburger, Otto (1822–1898), deutscher Künstler und Verleger
- Merseburger, Peter (1928–2022), deutscher Journalist und AutorPeter Merseburger (1928–2022)

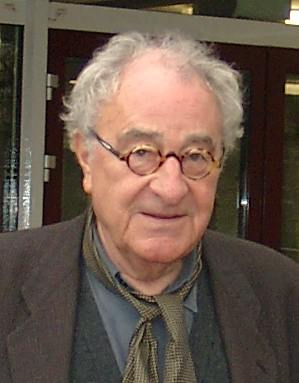
Peter Merseburger (1928–2022)

- Merseburger, Stephan (* 1964), deutscher Fernsehjournalist
- Mersenne, Marin (1588–1648), französischer Mathematiker, Musiktheoretiker und Theologe
- Merseny, Max (* 1988), deutsch-ungarischer Saxophonist und Komponist
- Mersereau, Bob (* 1960), kanadischer Musikjournalist
- Mersereau, Jacques, Szenenbildner

### Mersh
- Mershad, Fahed al (* 1980), kuwaitischer Stabhochspringer
- Mersheimer, Hans (1905–1982), deutscher Manager

### Mersi
- Mersi, Andreas von (1779–1861), Tiroler Mathematiker, Rechts- und Staatswissenschaftler
- Mersiades, Bonita, australische Fußballfunktionärin
- Mersini, Halim (* 1961), albanischer Fußballtorhüter und -trainer
- Mersini-Houghton, Laura, albanisch-amerikanische theoretische Physikerin und Kosmologin
- Mersiowsky, Mark (* 1963), deutscher Historiker und Diplomatiker
- Mersiowsky, Rainer (1943–1997), deutscher Maler und Grafiker

### Mersk
- Mersky, Roy M. (1925–2008), amerikanischer Jurist und Bibliothekar

### Mersl
- Merslikin, Andrei Iljitsch (* 1973), russischer Theater- und Filmschauspieler
- Mersljakowa, Tatjana Georgijewna (* 1957), sowjetische bzw. russische Journalistin und Menschenrechtsaktivistin
- Mersljutin, Anton Jurjewitsch (* 1987), russischer Handballspieler

### Mersm
- Mersmann, Alfons (1905–1945), deutscher römisch-katholischer Geistlicher und Märtyrer
- Mersmann, Alfons (1931–2025), deutscher Verfahrenstechniker
- Mersmann, Birgit (* 1966), deutsche Kunsthistorikerin
- Mersmann, Christian (* 1952), deutscher Agronom
- Mersmann, Clemens (1788–1867), preußischer Verwaltungsbeamter und Politiker
- Mersmann, Clemens (1820–1872), preußischer Offizier und Landrat
- Mersmann, Hans (1891–1971), deutscher Musikwissenschaftler
- Mersmann, Jasmin (* 1978), deutsche Kunsthistorikerin
- Mersmann, Paul der Ältere (1903–1975), deutscher Bildhauer
- Mersmann, Paul der Jüngere (1929–2017), deutscher Bildhauer, Maler und Schriftsteller
- Mersmann, Teresa (* 1990), deutsche Volleyball- und Beachvolleyballspielerin
- Mersmann, Wolfgang (1902–1973), deutscher Steuerjurist und Präsident des Bundesfinanzhofs

### Mersn
- Meršnik, Zala (* 2001), slowenische Fußballtorhüterin

### Merso
- Merson, Allan (1916–1995), britischer Historiker
- Merson, Greg (* 1987), US-amerikanischer Pokerspieler
- Merson, Luc-Olivier (1846–1920), französischer Maler
- Merson, Marc (1931–2013), US-amerikanischer Filmproduzent, Drehbuchautor und Filmschaffender
- Merson, Paul (* 1968), englischer Fußballspieler und -trainerPaul Merson (* 1968)

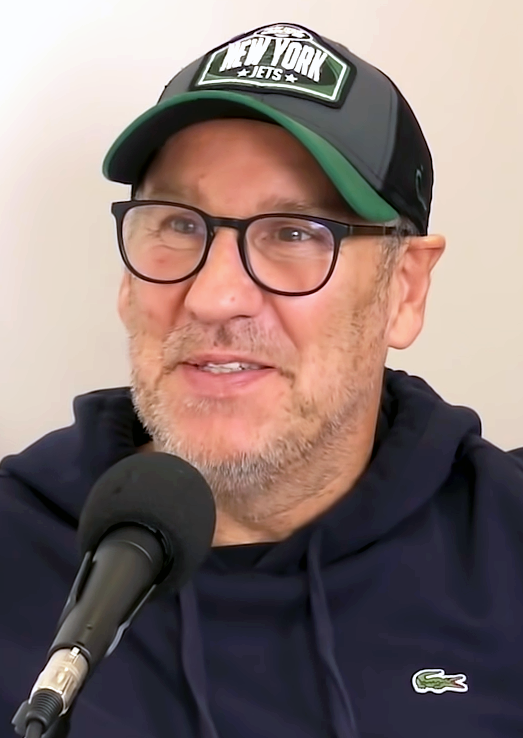
Paul Merson (* 1968)

### Merss
- Mersson, Boris (1921–2013), Schweizer Komponist und Pianist

### Merst
- Merstein-MacLeod, Darius (* 1966), deutscher Sänger, Schauspieler, Regisseur und Komponist

### Mersu
- Mersuanch, altägyptischer Schreiber des Schatzhauses

### Mersw
- Merswin, Rulman (1307–1382), Kaufmann und geistlicher Schriftsteller

### Mersy
- Mersy, August (1821–1866), badischer und amerikanischer Offizier und in der badischen Revolution im Mai 1849 kurzzeitig Stellvertreter des Kriegsminister
- Mersy, Franz-Ludwig (1785–1843), deutscher Theologe
- Mersy, Rudolf (1867–1949), deutscher Musiker

### Mersz
- Merszei, Joseph (* 1974), macauischer Automobilrennfahrer
- Merszei, Zoltan (1922–2019), ungarisch-kanadischer Manager